# Courtney Shealy
Courtney Shealy (Estados Unidos, 12 de diciembre de 1977) es una nadadora estadounidense retirada especializada en pruebas de estilo libre, donde consiguió ser campeona olímpica en 2000 en los 4 x 100 metros.

## Carrera deportiva
En los Juegos Olímpicos de Sídney 2000 ganó la medalla de oro en los relevos de 4 x 100 metros estilo libre, con un tiempo de 3:36.61 segundos que fue récord del mundo, por delante de Países Bajos y Suecia (bronce).